# Резолюция 219 на Съвета за сигурност на ООН
Резолюция 219 на Съвета за сигурност на ООН е приета единодушно на 17 декември 1965 г. по повод Кипърския въпрос.
Като взема предвид мнението на генералния секретар по въпроса, както и изразеното желание от страна на Република Кипър престоят на Мироопазващите сили на ООН в Кипър да бъде удължен и след 26 декември 1965 г., с Резолюция 219 Съветът за сигурност отново застава зад предишните си резолюции по Кипърския въпрос и удължава срока на престой на Мироопазващите сили на ООН, разположени в Кипър, с още три месеца — до 26 март 1966 г.
Резолюция 219 е последната резолюция на Съвета за сигурност, която той приема в състав от 11 членове. Следващата резолюция Съветът за сигурност приема в разширен състав от 15 членове.